# 宗座年鑑
宗座年鑑（義大利語：Annuario Pontificio）為聖座所發行的年鑑，其包含的內容有歷任教宗的名單及聖座各部門首長，聖座駐外大使館及外交機構的資訊，各教區和地區教會及其管理者的名單等資訊。該年鑑是由教會中央統計部負責編撰，出版及編輯則是由梵蒂岡出版社負責。